# مزرعة النهر
مزرعة النهر هي قرية لبنانية من قرى قضاء عاليه في محافظة جبل لبنان.